# 豊田政男
豊田 政男（とよだ まさお、1944年4月30日 - ）は、日本の機械工学者。大阪大学名誉教授。元溶接学会会長。

## 人物・経歴
大阪出身。1963年大阪府立八尾高等学校卒業。1967年大阪大学工学部溶接工学科卒業。1969年大阪大学大学院工学研究科修士課程修了、大阪大学工学部助手。1973年工学博士。1974年大阪大学工学部助教授。1989年大阪大学工学部教授。1997年大阪大学大学院工学研究科教授。2004年大阪大学大学院工学研究科長・工学部長。2007年大阪大学総長補佐。2008年定年退職、大阪大学名誉教授、科学技術振興機構科学技術振興調整費プログラム主管。2009年JSTイノベーションプラザ大阪館長。日本学術会議連携会員、ヘルシンキ工科大学客員教授、ノルウェー工科大学D論文審査教授、天津大学名誉教授、朝鮮大学校名誉教授、文部科学省原子力安全技術アドバイザー、総合資源エネルギー調査会臨時委員、原子力安全・保安院ガス安全小委員会委員長なども歴任した。専門は溶接力学などで、2002年から2年間は溶接学会会長も務めた。2022年、瑞宝中綬章受章。

## 著書
- 『溶接工学』（佐藤邦彦, 向井喜彦と共著）理工学社 1979年
- 『インターフェイスメカニックス : 異材接合界面の力学』理工学社 1991年
- 『すばらしきものを生む技術』鋼構造出版 1998年
- 『造形美の創造者 : 素晴らしき技術者』鋼構造出版 2002年
- 『工学者が見た文化財 : 日本の四季と美しいモノつくり』アドスリー 2008年

## 受賞
溶接学会賞、国際溶接学会Arata Award、溶接学会論文賞、日本非破壊検査協会論文賞、日本造船学会賞、日本海事協会賞、日本船舶振興会賞、高圧力技術協会科学技術賞、日本鋼構造協会奨励賞、日本鋼構造協会論文賞、日本軽金属溶接協会論文賞、日本ガス協会論文賞、ガス保安功労者経済産業大臣表彰等受賞。アメリカ機械学会フェロー、アメリカ溶接学会フェロー、溶接学会フェロー。